# Topolovățu Mare
Topolovățu Mare (en hongrois : Nagytopoly, en allemand : Großtoplowetz) est une commune du județ de Timiș en Roumanie.